# 鲣
鰹（学名：拉丁語：；skipjack tuna、balaya, tongkol, arctic bonito, mushmouth, oceanic bonito, striped tuna、victor fish），又稱小杜仲、杜仲、正鰹、烟仔、小串、柴鱼，为鯖科鲣属的唯一一種，是一种重要的渔业鱼类。

## 分布
本魚分布于全球各大洋水深0－260公尺的溫暖海域。有时鲣鱼会跟随洋流迁徙至高緯度海域，例如日本海。

## 特徵
本魚體呈紡錘型，橫斷面幾近於圓形，頭稍大，尾柄細強，尾鰭分叉。除胸甲與側線有鱗外，全體均光滑無鱗。背部暗青色，腹部銀白色，側線下方有4－10條暗灰色之縱紋，背鰭硬棘14－16枚；背鰭軟條14－15枚；臀鰭硬棘0枚；臀鰭軟條14－15枚；脊椎骨41個，體長1至3米，寿命8至12年。
其用来运动的骨骼肌佔体重占比达68%，是所有动物中最高的。

## 生態

1950年以來每年漁獲量

本魚喜好清澈溫暖的表層水域，在熱帶海域中定居，而在溫帶海域則呈季節性移棲洄游，小型魚在前上方；老成魚在後下方，有靠近船舷猛吃灑餌的現象，不食死餌。

## 經濟利用

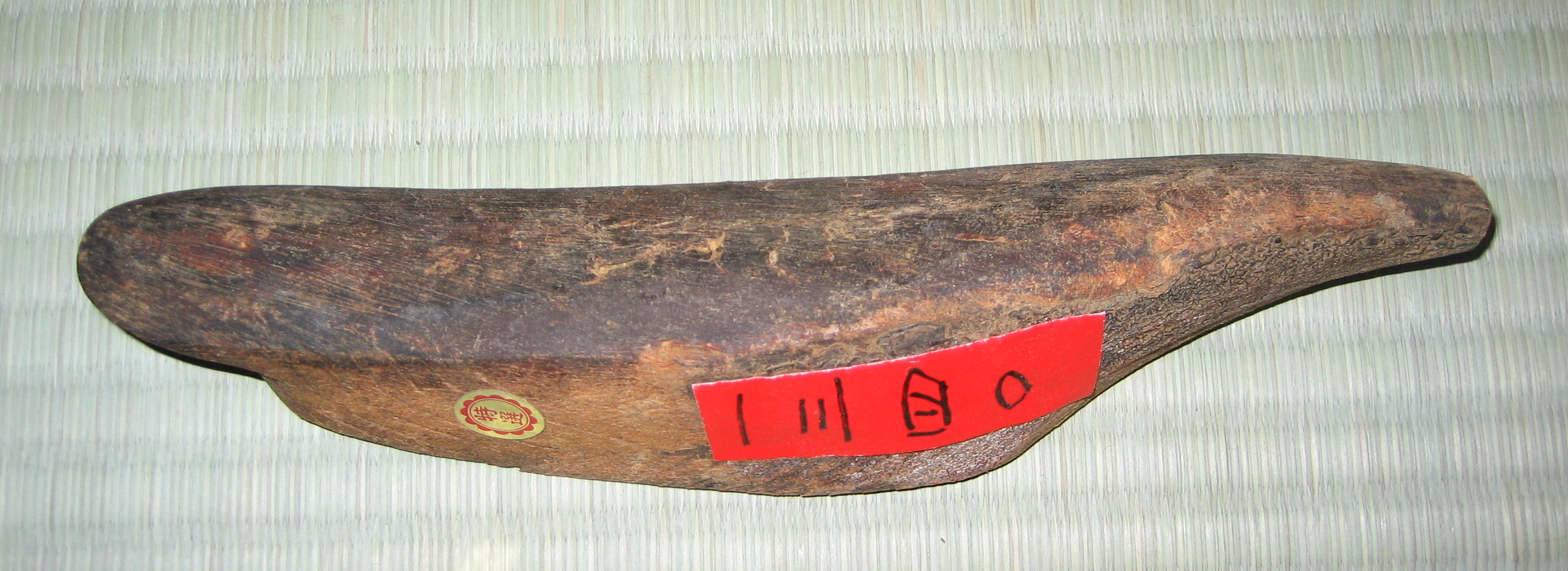
鰹魚乾（柴魚）

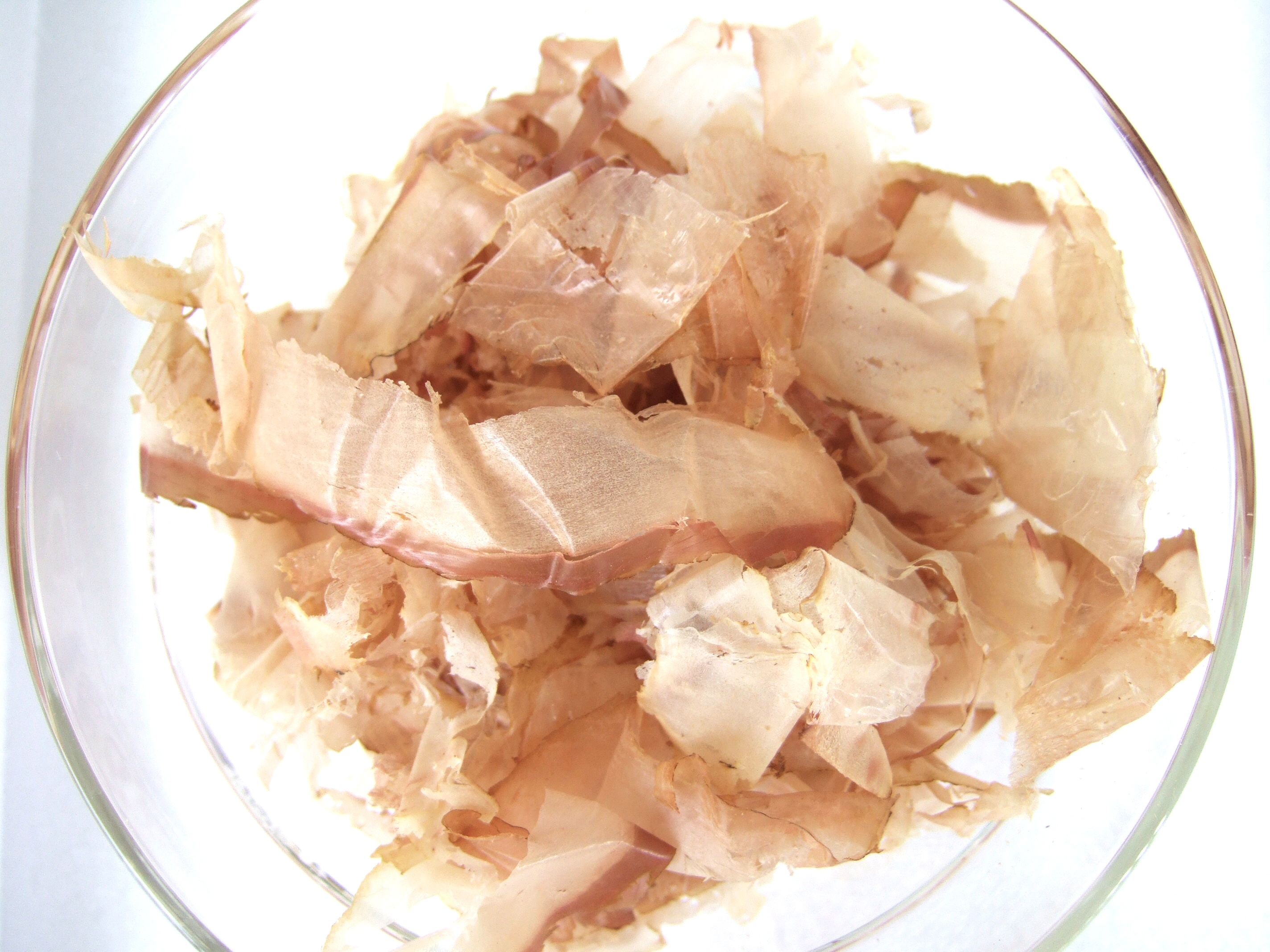
魚乾片（柴魚片）

相當重要的經濟魚類，味甚佳，可製成柴魚片、罐頭及生魚片。2018年，全球共捕获320万吨鲣，是海鱼中捕获量第三高的，仅次于秘鲁鳀和阿拉斯加鳕鱼。

## 外部連結
- 维基共享资源上的相關多媒體資源：鲣
- Sealife Collection網站提供的鲣的圖片
- Pacific skipjack tuna （页面存档备份，存于） NOAA FishWatch. Retrieved 5 November 2012.
- Western Atlantic skipjack tuna （页面存档备份，存于） NOAA FishWatch. Retrieved 5 November 2012.
- Froese, R. & Pauly, D. (eds.) (2011). Katsuwonus pelamis. FishBase. Version 2011-12.
- 台灣魚類資料庫 （页面存档备份，存于）